# جورجو پلینی
جورجو پلینی (انگلیسی: Giorgio Pellini; ۲۰ ژوئیهٔ ۱۹۲۳ – ۱۴ ژوئن ۱۹۸۶) ورزشکار شمشیربازی اهل ایتالیا بود.
وی در مسابقات کشوری و بین‌المللی در مجموع برندهٔ ۳ مدال نقره شده‌است.